# Grandes templos vivos cholas
Os Grandes templos vivos cholas foram construídos pelos monarcas do Império Chola, que se estenderam por toda a Índia do Sul e pelas ilhas vizinhas. São um testemunho dos grandes progressos que os cholas obtiveram na arquitetura, escultura, pintura e na fundição de bronze. Foram declarados Património Mundial da UNESCO em 1987. A classificação inclui três grandes templos dos séculos XI e XII:
- Templo de Brihadisvara em Thanjavur
- Templo de Brihadisvara em Gangaikondacholisvaram
- Templo de Airavatesvara em Darasuram